# 暗黒の聖書〜BLIZARD OF WIZARD〜
暗黒の聖書〜BLIZARD OF WIZARD〜（あんこくのバイブル ブリザード・オブ・ウィザード）はBLIZARDの1stアルバム。

## 内容
BLIZARDのデビューアルバム。サウンドプロデュースはジョージ吾妻。「Only the Young」「Liberty」はロックバンド「ジャーニー」から受け取った作品であるため、自作曲ではない。

## 批評
CDジャーナルは松川敏也のギター演奏姿勢を「ランディ・ローズ似ということでブリザード結成以前から知られたギタリストだが、そのプレイも叙情的フレーズを中心とした構成美で酔わせる」と評した。

## 収録曲
1. blizzard
  - 作詞:下村成二郎 作曲:松川敏也 編曲:BLIZARD
2. LADY STARDUST
  - 作詞:下村成二郎 作曲:松川敏也 編曲:BLIZARD
3. stealer
  - 作詞:下村成二郎 作曲:松川敏也 編曲:BLIZARD
4. Love with the U.S.A.
  - 作詞:下村成二郎・ジョージ吾妻 作曲:松川敏也・ジョージ吾妻 編曲:BLIZARD
5. MAMA
  - 作詞:下村成二郎 作曲:松川敏也 編曲:BLIZARD
6. Dream of flower
  - 作詞:下村成二郎 作曲:松川敏也 編曲:BLIZARD
7. Only the Young
  - 作詞:下村成二郎 作曲:N. Schon・S. Perry・J. Cain 編曲:BLIZARD
8. ORION
  - 作詞:下村成二郎 作曲:松川敏也・寺沢功一 編曲:BLIZARD
9. Liberty
  - 作詞:下村成二郎 作曲:N. Schon・S. Perry・J. Cain 編曲:BLIZARD

## 内容
- ビーイング
- 1984年の音楽